# خلیج سوسون
خلیج سوسون مصبی جزر و مدی و کم‌عمق در مرکز کالیفرنیا، آمریکا می‌باشد.
خلیج در سال ۱۸۱۱ بعد از سوسان‌ها، قبیله‌ای بومی در منطقه، نام‌گرفت.
در انتهای غربیش، خلیج سوسون توسط تنگه کارکوئینز تغذیه می‌شود که به خلیج سن پابلو، فضای شمالی خلیج سانفرانسیسکو متصل می‌شود.